# Štefan Gajdoš
Štefan Gajdoš, né en 1959, est un astronome slovaque.

## Biographie
Le Centre des planètes mineures le crédite de la découverte de douze astéroïdes, effectuée entre 1999 et 2009, la majeure partie avec la collaboration d'autres découvreurs Adrián Galád, Dušan Kalmančok, Leonard Kornoš et Jozef Világi.
L'astéroïde (213636) Gajdoš lui a été dédié.

## Astéroïdes découverts
| (38238) Holíč    | 18 juillet 1999 |
| (59419) Prešov   | 9 avril 1999    |
| (123852) Jánboďa | 15 février 2001 |